# Älghults landskommun
Älghults landskommun var en tidigare kommun i Kronobergs län.

## Administrativ historik
När 1862 års kommunalförordningar trädde i kraft den 1 januari 1863 inrättades i Sverige cirka 2 400 landskommuner samt 89 städer och ett mindre antal köpingar. Då inrättades i Älghults socken i Uppvidinge härad i Småland denna kommun.
Den första av 1900-talets riksomfattande kommunreformer i Sverige år 1952 påverkade inte Älghult, som kvarstod som egen kommun fram till nästa indelningsreform 1971. Då bildades Uppvidinge kommun, innefattande bland annat Älghult.
I kommunen inrättades 12 juni 1942 Hohultslätts municipalsamhälle som upplöstes 31 december 1958.
Kommunkoden 1952–70 var 0705.

### Kyrklig tillhörighet
I kyrkligt hänseende tillhörde kommunen Älghults församling.

## Kommunvapnet
Blasonering: I fält av guld en från ett blått treberg uppväxande blå ek med röda ollon, överlagd med en på berget gående röd älg med blå beväpning.
Detta vapen antogs den 4 december 1953 men fastställdes aldrig av Kungl. Maj:t. Vapnet avskaffades när kommunen upphörde den 1 januari 1971 men har även förts av Älghults församling.

## Geografi
Älghults landskommun omfattade den 1 januari 1952 en areal av 400,00 km², varav 381,61 km² land.

### Tätorter i kommunen 1960
| Tätort      | Folkmängd |
| ----------- | --------- |
| Hohultslätt | 946       |
| Älghult     | 554       |
| Fröseke     | 392       |

Tätortsgraden i kommunen var den 1 november 1960 49,7 procent.

## Politik

### Mandatfördelning i valen 1938–1966
| 5 | 11 | 6 | 3 |

| 24 |

| 5 | 10 | 7 | 3 |

| 24 |

| 5 | 12 | 6 | 2 |

| 24 |

| 3 | 11 | 7 |  | 3 |

| 23 |

| 4 | 12 | 5 |  | 3 |

| 24 |

| 3 | 12 | 6 |  | 3 |

| 24 |

| 3 | 11 | 7 |  | 3 |

| 24 |

| 3 | 10 | 8 |  | 3 |

| 24 |